# コバルト (國府田マリ子の曲)
「コバルト」は、声優の國府田マリ子が出した9番目のシングルである（8cmシングル）。品番はKIDS-7605。

## 収録曲
1. コバルト
  - 作詞・作曲：八野英史、編曲：b-flower
2. Sha-La-La〜ふたり〜
  - 作詞：國府田マリ子、作曲：松原みき、編曲：亀田誠治
3. コバルト（オリジナル・カラオケ）
4. Sha-La-La〜ふたり〜（オリジナル・カラオケ）